# Joseph August Jarosch
Joseph August Jarosch (narozen na Moravě – 21. srpna 1858, Karlovy Vary) byl český pedagog a teoretik.

## Činnost
Po absolvování univerzity v Olomouci se věnoval učitelské profesi. Po vyučování na několika školách získal místo učitele na c. k. reálné střední škole v Olomouci.

### Spisy
Jarosch vydal tiskem několik spisů:
- „Theoretisch-praktische Anleitung zur Lautirmethode für den öffentlichen Unterricht. Nach dem Grundsatze: „Unterrichte anschaulich““ (Olomouc 1849, Hölzel, 8°., mit 2 Taf. in Fol.)
- „Topographisches Universal-Lexikon des österreichischen Kaiserthumes, enthaltend alle Städte, Märkte, Dörfer, Weiler, Einschichten, Gebirge, Seen und Flüsse u. s. w. sämmtlicher Provinzen der österreichischen Monarchie. In alphabetischer Ordnung“ (Olomouc 1857, Neugebauer, gr. 8°.). Na toto téma Jarosch vydal dalších 5 sešitů, které skončilo u 9. čísla. Pokračoval v něm profesor Dr. J. Houška, zástupce řídícího gymnázia v Olomouci. Text byl upraven a předán do tisku.